# Argiope vietnamensis
Argiope vietnamensis es una especie de araña tejedora de orbe del género Argiope, de la familia Araneidae, orden Araneae. Fue descrita por Ono en 2010.
Se distribuye por Asia: China y Vietnam. Fue publicada en Four new spiders (Arachnida, Araneae) of the families Liphistiidae, Ctenizidae, Araneidae and Ctenidae from Vietnam. Memoirs of the National Museum of Nature and Science Tokyo 46: 1-, 12.